# Paolo Ferrero

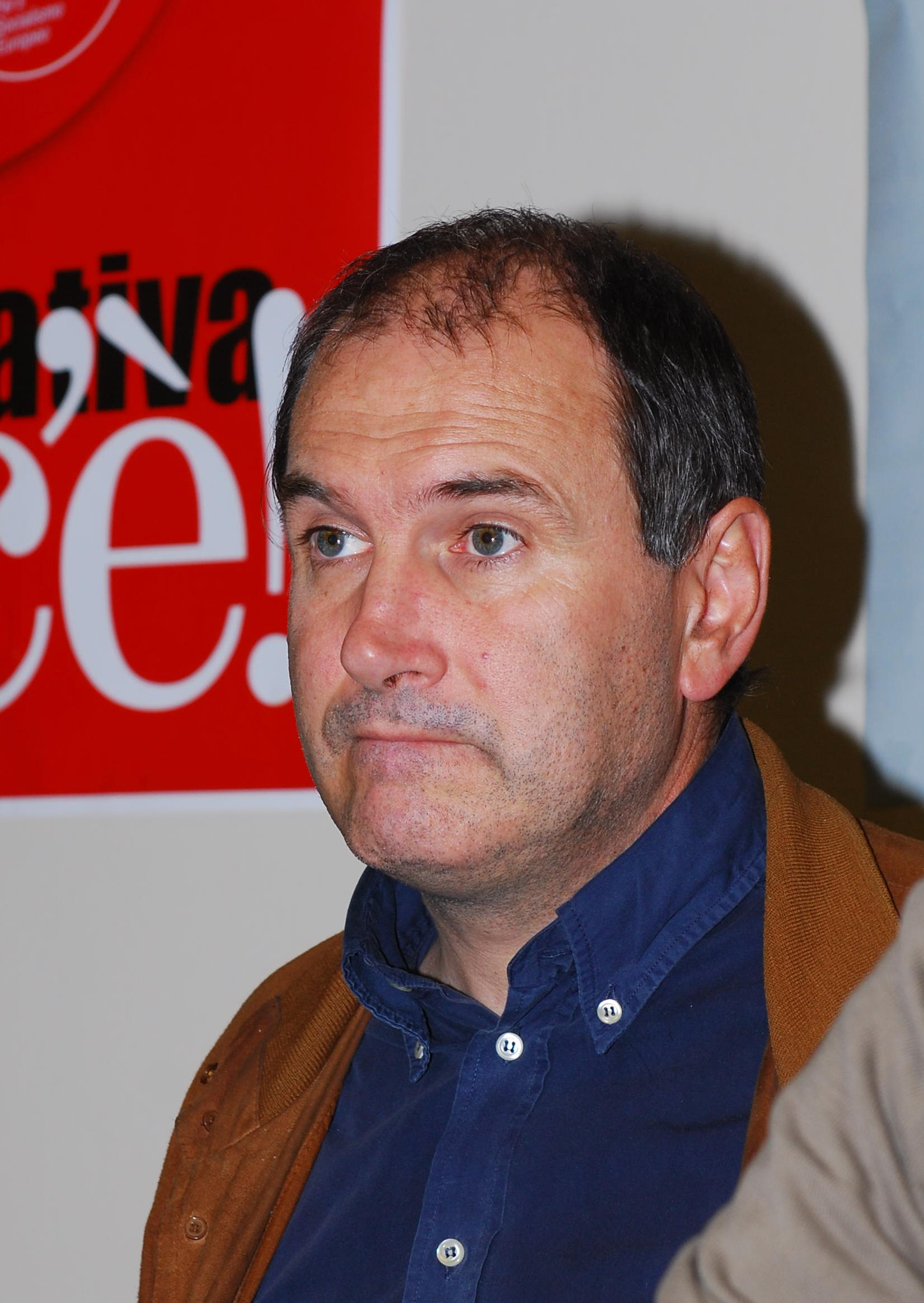
Paolo Ferrero (2008)

Paolo Ferrero (* 17. November 1960 in Pomaretto, Provinz Turin) ist ein italienischer Politiker der Partito della Rifondazione Comunista (PRC). Er war von Mai 2006 bis Mai 2008 italienischer Sozialminister, von 2008 bis 2017 Vorsitzender der PRC und ist seit 2016 stellvertretender Vorsitzender der Partei der Europäischen Linken.

## Leben und politische Karriere
Ferrero wuchs im Umland von Turin auf, zuletzt in Villar Perosa, dem Wohnort der Familie Agnelli. Mit 17 schloss er sich der Democrazia Proletaria an. Nach seinem Abschluss an der Gewerbeoberschule arbeitete Ferrero ab 1978 im Fiat-Werk von Villar Perosa. Im Gegensatz zu den meisten Vertretern seiner Partei ist Ferrero als Mitglied der italienischen Kirche der Waldenser bekennender Christ und leitete von 1986 bis 1987 den nationalen Jugendverband der Chiesa Evangelica Valdese.
Nach den Entlassungen bei Fiat (finanziert durch die Cassa integrazione guadagni) wurde Ferrero mit 27 Jahren Vollzeitpolitiker. Die Democrazia Proletaria beteiligt sich 1991 an der Gründung der Rifondazione Comunista, der Ferrero seither angehört. Von 1993 bis 1997 war er Mitglied des Stadtrats von Turin und leitete die Ratsfraktion der PRC.
2006 wurde Ferrero im Wahlkreis II der Region Piemont in die Abgeordnetenkammer gewählt. Nach den Koalitionsverhandlungen wurde er, als einziger Minister seiner Partei, zum Ressortchef für Soziale Solidarität im Koalitionskabinett von Ministerpräsident Romano Prodi ernannt. Sein Abgeordnetenmandat übernahm Anna Maria Cardano.
Von 2008 bis 2017 war Ferrero „nationaler Sekretär“ (d. h. Vorsitzender) der PRC. Bei der Regionalwahl in Kampanien war er Spitzenkandidat der Federazione della Sinistra (gemeinsame Liste der beiden kommunistischen Parteien PRC und PdCI), erhielt jedoch nur 1,4 % der Stimmen. Zur italienischen Parlamentswahl 2008 trat Ferrero auf der Liste Rivoluzione Civile an, die an der 4-Prozent-Hürde scheiterte. Auf dem 5. Kongress der Partei der Europäischen Linken im Dezember 2016 wurde er zu einem der Stellvertreter des Vorsitzenden Gregor Gysi gewählt. Bei der Kommunalwahl 2017 bewarb sich Ferrero um das Bürgermeisteramt im piemontesischen Dorf Angrogna und erhielt 24 % der Stimmen. Zur Europawahl 2019 war er Kandidat der Liste La Sinistra (PRC, Sinistra Italiana und L’Altra Europa) im Wahlkreis Nordwestitalien, die jedoch keinen Sitz erhielt.